# Pactole
Le Pactole (en grec Πακτωλός, Paktōlós, du lydien Pakta'la-wa, en turc Şahyar Çayı), est une rivière d'Anatolie, affluent de la rive gauche de l'Herme (en turc Gediz), qui, dans l'Antiquité, charriait des paillettes d'or si l'on en croit les sources d'époque. Elle se trouvait dans le royaume de Lydie, au cœur de sa région la plus fertile, où affleuraient des veines d'or, mais qui est très sujette aux secousses telluriques. Son nom turc actuel signifie « rivière de Sardes (Sart) ».

## Autres noms
Plutarque (46-125) précise que la rivière s'est d'abord appelée Chrysorrhoas, (en grec Χρυσορρόας, « qui charrie de l'or »).
Le Dictionnaire universel d'histoire et de géographie de Marie-Nicolas Bouillet (1798-1864) laisse entendre que le Pactole aurait aussi été appelé en français, à tort ou à raison, Bagoulet par certains auteurs, dénomination d'origine inconnue mais qui pourrait être une francisation de Bagdolos, la prononciation micrasiate du Pactole.

## Légende
Selon la légende, la Lydie avait pour roi le célèbre Crésus. Sa puissance et sa richesse, réputées considérables, lui venaient des sables aurifères de la rivière et lui valent d'avoir été immortalisé dans l'expression « riche comme Crésus ».
Midas était le roi de Phrygie, royaume d'Asie Mineure situé entre la Lydie et la Cappadoce. Une histoire raconte l'aventure arrivée au vieil ivrogne Silène. Celui-ci, suivant une procession en l'honneur de Dionysos, s'égara près du palais royal. Midas et ses gardes le retrouvèrent assoupi et le roi lui offrit de rester quelques jours au palais avant de le rendre à Dionysos. Le dieu récompensa le roi en lui accordant un souhait. Midas demanda que tout ce qu'il toucherait à l'avenir se transforme en or, sans réaliser que cela l'empêcherait de manger et de boire. Assoiffé et affamé, il supplie le dieu de reprendre son présent. Dionysos lui conseille alors de se laver dans les eaux du Pactole, près de la grande ville de Sardes.
Les ressources du Pactole, auxquelles la Phrygie devait une bonne partie de sa puissance, étaient déjà épuisées avant le Ier siècle selon le témoignage du géographe grec Strabon (57 av. J.-C.-entre 21 et 25 apr. J.-C.).
D'après Plutarque (qui raconte la même histoire à propos du Caïque) Pactole serait le nom d'un fils d'un dénommé Lolis et de Leucothée, fils qui se jeta dans la rivière après avoir abusé de sa sœur sans la reconnaître.
Pactole était également le nom du dieu fleuve qui personnifiait le cours d'eau dans la mythologie grecque.

## Usage actuel du terme
Le mot pactole est synonyme aujourd'hui d'une source d'argent et de richesse, de profit. Il s'agit d'une antonomase lexicalisée et qui a perdu son sens originel. Le Pactole est le titre d’un film français réalisé par Jean-Pierre Mocky en 1985, titre à comprendre au sens figuré.